# Polystichum perpusillum
Polystichum perpusillum är en träjonväxtart som beskrevs av Li Bing Zhang och H. He. Polystichum perpusillum ingår i släktet Polystichum och familjen Dryopteridaceae. Inga underarter finns listade.